# 代钦塔拉苏木
代钦塔拉苏木，是中华人民共和国内蒙古自治区兴安盟科尔沁右翼中旗下辖的一个苏木，屬乡级行政区。

## 行政区划
代钦塔拉苏木下辖以下地区：
乌兰额日格嘎查、温都日化嘎查委员会、道仑毛杜嘎查、四海嘎查、海利金茫哈嘎查、茫来嘎查、金星嘎查、代钦塔拉嘎查、吉力化嘎查、查干淖尔嘎查委员会、布日很茫哈嘎查、霍林郭勒嘎查和代钦塔拉林场。